# Kulturní dům Slávie

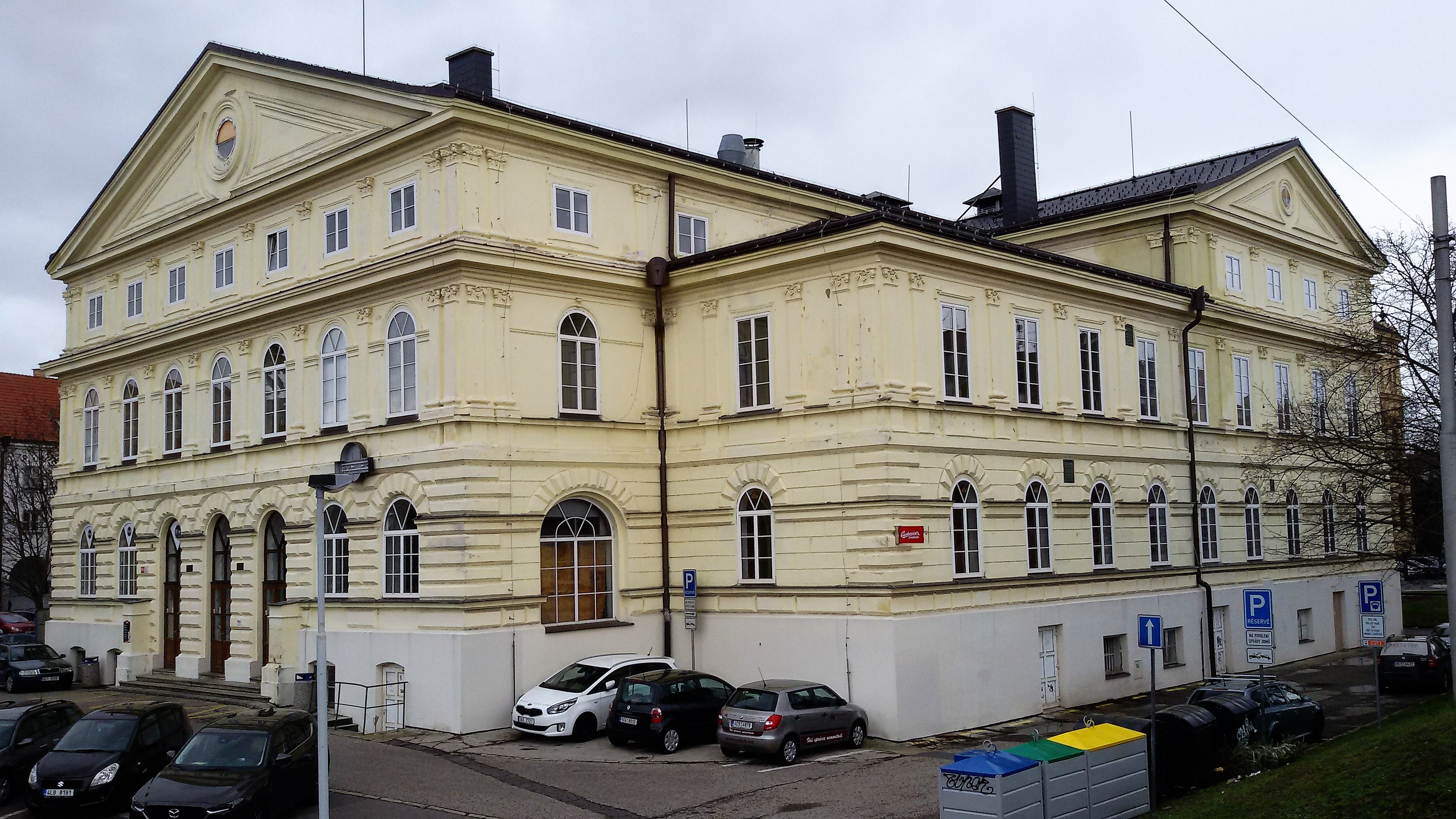
Pohled z protějšího břehu Malše (2019)

Kulturní dům Slávie na jižním okraji historického centra Českých Budějovic byl postaven v letech 1871–1872. Objekt je chráněnou kulturní památkou.

## Historie
Popudem k projektu německého Spolkového domu, známého také jako Německý dům, byla výstavba domu místního českého spolku Beseda českobudějovická v roce 1869. V letech 1870–1871 proběhla sbírka, z jejíhož výtěžku spolek koupil pozemky na pravém břehu řeky Malše. Jako architekt byl osloven Ignác Vojtěch Ullmann, jenž byl autorem několika novorenesančních budov v Praze. Jednalo se o jeden z posledních případů, kdy si čeští Němci objednali česky mluvícího architekta. Později by objednávka u ne-německého architekta kvůli vyhrocení národnostních sporů nebyla možná (ostatně jako u Čechů). Nicméně Ullmannův plán pak podle některých zdrojů stavitel Slávie Karl Schmidt přepracoval. Základní kámen byl položen v červenci 1871, budova byla slavnostně otevřena 31. prosince 1872 a stala se sídlem několika lokálních německých sdružení a spolků. Kromě schůzí a společenských akcí byl Německý dům využíván také jako tělocvična, kino a knihovna.  Sídlili v něm i němečtí liberálové. Jako symbol němectví ve městě na něj házel kameny český dav v roce 1898, když české strany prohrály volby a vymlátili tak okna v jejich dosahu.
V meziválečné době v Německém domě sídlila Sudetoněmecká strana a později během Protektorátu v něm sídlila NSDAP. Po porážce nacistického Německa v roce 1945 zde sídlila například Komunistická strana a deník Jihočeská pravda, V roce 1950 pak byla budova po konfiskaci předána městu a domu se říkalo „Slovanský“ a „Stalinský“. Z období 1956–62, kdy jej vlastnilo Ministerstvo národní obrany, pochází lidový název budovy „Armáďák“ (oficiálně Dům armády, Armádní dům či Posádkový dům armády). Roku 1960, kdy se začal používat název „Dům osvěty“, patřila pod Park kultury a oddechu, od roku 1963 je kulturní památkou. Během 60. let 20. století byl kulturní dům hojně využíván také místními divadelními spolky.
V 90. letech dům získaly Městské kulturní domy a dlouhodobě se zde pod hlavičkou různých organizací pořádají koncerty, taneční kurzy i plesy. Od roku 1993 se objekt nazývá KD Slavie.
Roku 1993 byla v parku mezi KD Slavie, Jihočeským muzeem a hereckými domy postavena stálá venkovní divadelní scéna (dřevěné jeviště s hledištěm).
Od roku 2011 probíhá revitalizace objektu; město dokonce uvažovalo o jeho prodeji, ale v říjnu 2014 se jej rozhodla kompletně rekonstruovat. Sešlo i z plánu financování pomocí soukromých investic a rekonstrukce byla několikrát odložena. Od června 2019 se jí zabývala komise pro soutěžní dialog jmenovaná Radou města.
Dne 3. září 2020 byla podepsána smlouva s vítězem soutěžního dialogu, koncem roku 2021 bylo vydáno územní rozhodnutí na dostavbu, resp. přístavbu a v dubnu 2022 nabylo právní moci stavební povolení. Rekonstrukce aktuálně (2024) probíhá podle vítězného architektonického návrhu francouzských ateliérů Chaix & Morel et Associés a Christian Anton Pichler, a také ateliéru Jan Proksa z Rakouska.

## Popis
Dvoupatrová neorenesanční budova na Zátkově nábřeží je ve městě patrně nejvýznamnějším objektem 19. století. Přední stěna je dekorovaná bosáží a zakončena tympanonem s kruhovým oknem v jeho středu. Okna druhého patra jsou od sebe oddělena pilastry s hlavicemi spojujícími římsy. Za vchodovými dveřmi jsou vstupy do bočních částí, využívaných jako restaurace a kluby. Foyeru dominuje mohutné schodiště vedoucí k hlavnímu sálu, který může pojmout až 600 osob.
V minulosti k domu patřila rozlehlá zahrada vedoucí podél řeky dnešní Dukelskou ulicí až k Alešově, kde byla například k dispozici půjčovna loděk a lehátek, veranda, sportoviště a v letech 1877–1888 se zde provozovala i říční plovárna. Výstavbou Krumlovského mostu však objekt o zahradu přišel a od té doby se nachází pod úrovní silnice spojující Senovážné náměstí s Lidickou třídou. Zahrada za Lidickou třídou se změnila na park dnes nesoucí název park Dukelská.

## Služby
Hlavní sál i klubovna se pronajímají pro kulturní a společenské akce. Music Club Slavia pořádá během července a srpna koncerty i na venkovní letní scéně.